# Dharapuram
Dharapuram (o Dharampuram) è una suddivisione dell'India, classificata come municipality, di 65.137 abitanti, situata nel distretto di Tirupur, nello stato federato del Tamil Nadu. In base al numero di abitanti la città rientra nella classe II (da 50.000 a 99.999 persone).

## Geografia fisica
La città è situata a 10° 43' 60 N e 77° 31' 0 E e ha un'altitudine di 244 m s.l.m..

## Società

### Evoluzione demografica
Al censimento del 2001 la popolazione di Dharapuram assommava a 65.137 persone, delle quali 32.154 maschi e 32.983 femmine. I bambini di età inferiore o uguale ai sei anni assommavano a 5.626, dei quali 2.680 maschi e 2.946 femmine. Infine, coloro che erano in grado di saper almeno leggere e scrivere erano 49.527, dei quali 26.240 maschi e 23.287 femmine.